# P-gruppe
Givet et primtal p, kalder vi en gruppe G for en p-gruppe, når ordenen af ethvert element i G er en potens af p. G er en endelig p-gruppe hvis og kun hvis ordenen af G er en potens af p. Af Sylows sætninger følger det at enhver endelig gruppe har undergrupper, som er p-grupper.

## Eksempler
Lad p være et primtal, da er følgende eksempler på p-grupper

### Endeligep-grupper
1. Den cykliske gruppe {\displaystyle C_{p}} er en abelsk p-gruppe af orden p.
2. Det direkte produkt {\displaystyle C_{p}\times C_{p}} er en abelsk p-gruppe af orden p2.
3. Diedergruppen {\displaystyle D_{4}} er en ikke-abelsk 2-gruppe af orden 8 som sammen med Quaterniongruppen {\displaystyle Q_{8}} udgør de mindste ikke-abelske p-grupper.

### Uendeligep-grupper
1. Betragt delmængden af de rationale tal på formen {\displaystyle {\frac {a}{p^{k}}}}, hvor a er et heltal og k et ikke-negativt heltal. Med kompositionen addition udgør disse tal modulo 1 en uendelig abelsk p-gruppe. Enhver gruppe isomorf med denne er en {\displaystyle p^{\infty }}-gruppe og kaldes en quasicyklisk gruppe eller en Prüfer p-gruppe efter Heinz Prüfer. Disse grupper er vigtige hvad angår klassificeringen af de endelige abelske grupper.
2. Betragt en uendelig gruppe G, hvor enhver ikke-triviel undergruppe har p elementer. Da er G en uendelig simpel p-gruppe. Gruppen kalder vi for en Tarski p-gruppe opkaldt efter Alfred Tarski og bliver også omtalt som Tarskis monster gruppen. Alexander Ol'shanskii beviste i 1979 at sådanne grupper rent faktisk eksisterede og at der findes en Tarski p-gruppe for ethvert primtal {\displaystyle p>10^{75}}. Grupperne viser sig somme tider at være vigtige, når der skal findes modeksempler til gruppeteoretiske formodninger, bl.a. i forbindelse med Burnside's problem.

## Egenskaber
Lad p være et primtal og lad G være en endelig p-gruppe, da har G følgende egenskaber.

1) Hvis {\displaystyle G\neq \{1\}}, har G et ikke-trivielt centrum.

Bevis. Lad Z(G) være centret af G og lad CG(x) være centralisatoren for {\displaystyle x\in G}. Da gælder ifølge Klasseligningen at
{\displaystyle \vert G\vert =\vert Z(G)\vert +\sum _{j}\vert G:C_{G}(x_{j})\vert ,}
hvor der i summationen er valgt ét element xj fra hver konjugeretklasse udefor centret. Da {\displaystyle G\neq C_{G}(x_{j})} idet {\displaystyle x_{j}\notin Z(G)}, så er {\displaystyle \vert G:C_{G}(x_{j})\vert \neq 1} og {\displaystyle \vert G:C_{G}(x_{j})\vert } er ifølge Lagranges Indekssætning divisor i ordenen af G som jo er en potens af p, men da må p også være divisor i {\displaystyle \vert Z(G)\vert }, da {\displaystyle \vert Z(G)\vert \neq 0}, hvilket viser at G's centrum er ikke-trivielt. 

2) Lad G have orden p2. Da er G abelsk.

Bevis. Fra 1) ved vi at der findes et ikke-trivielt element g i G's centrum som enten må have orden p eller p2. Hvis ordenen af g er p2 er {\displaystyle G=\langle g\rangle } cyklisk og dermed specielt abelsk. Antag derfor at ordenen af g er p og lad {\displaystyle h\notin \langle g\rangle }. Da g ligger i centrum af G, kommuterer g med alle elementer i G og specielt er undergruppen frembragt af g normal. Altså er {\displaystyle \langle h\rangle \langle g\rangle } en gruppe som foruden at indeholde undergruppen frembragt af g også indeholder h, så da ordenen af G er p2, må vi have at {\displaystyle \langle h\rangle \langle g\rangle =G}. G består derfor af alle produkter på formen higj som kommuterer, da g og h kommuterer, hvilket betyder at G er abelsk. 

3) Lad G have orden pn. Da findes en kæde af normale undergrupper,
{\displaystyle \{1\}=G_{0}\subset G_{1}\subset G_{2}\subset \cdots \subset G_{n}=G,}
hvor Gi har orden pi. Specielt er G nilpotent.

Bevis. Vi anvender induktion efter n og da påstanden er klar for n=1, antages det at den gælder for n-1 og at n>1. Vi ved fra 1) at der findes et element h forskellig fra identiteten i G's centrum som har orden pk for et ikke-negativt heltal k, da G er en p-gruppe. Erstatter vi h med hpk-1, kan vi antage, at h har orden p og den cykliske undergruppe G1 frembragt af h har derfor orden p. Da ethvert hi ligger i centret, kommuterer det med samtlige elementer i G, så ghig-1=hi som er et element i G. Heraf følger det at G1 er en normal undergruppe af G. Betragt nu kvotientgruppen {\displaystyle {\bar {G}}:=G/G_{1}} som må have orden pn-1, da G1 har orden p. Induktivt findes derfor i {\displaystyle {\bar {G}}} en kæde af normale undergrupper
{\displaystyle \{{\bar {1}}\}={\bar {G}}_{0}\subset {\bar {G}}_{1}\subset {\bar {G}}_{2}\subset \cdots \subset {\bar {G}}_{n-1}={\bar {G}},}
hvor {\displaystyle {\bar {G}}_{i}} har orden pi. Lad {\displaystyle \kappa :G\rightarrow {\bar {G}}} være den kanoniske homomorfi og betragt originalmængden {\displaystyle G_{i}:=\kappa ^{-1}({\bar {G}}_{i-1})} for i=1,...,n. Her er {\displaystyle G_{i-1}\subseteq G_{i}} og det følger af Noethers anden Isomorfisætning, at Gi er en normal undergruppe i G og {\displaystyle \vert {\bar {G}}:{\bar {G}}_{i-1}\vert =p^{n-1}/p^{i-1}=p^{n-i}}. Altså har Gi orden pi.